# Ministerio de Asuntos Exteriores de Letonia
El Ministerio de Asuntos exteriores de Letonia (en letón: Latvijas Republikas Ārlietu ministrija) es responsable del mantenimiento de las relaciones exteriores de la República de Letonia y la gestión de sus misiones diplomáticas internacionales. Su sede se encuentra en la capital del país Riga. El actual ministro es Edgars Rinkēvičs, antiguo ministro de Defensa.

## Diplomacia
El ministerio dirige los asuntos de Letonia con entidades extranjeras, incluidas las relaciones bilaterales con naciones individuales y su representación en las organizaciones internacionales, como la de las Naciones Unidas, la Unión Europea, el Consejo de Europa, la OTAN, la Organización para la Seguridad y la Cooperación en Europa, el Fondo Monetario Internacional, la Organización Mundial del Comercio, y su participación en el espacio Schengen. 
Supervisa los visados, la cooperación con los exiliados, la política internacional de derechos humanos, la política de defensa transatlántica y varias transacciones globales comerciales. El ministerio también contribuye a hacer que Letonia forme parte del comercio internacional y el desarrollo económico, en colaboración con el Ministerio de Economía de Letonia y la Agencia de Inversión y Desarrollo de Letonia.